# マッシモ・バルボリーニ
マッシモ・バルボリーニ（Massimo Barbolini、1964年8月29日 - ）は、イタリアのバレーボール指導者。

## 来歴

### クラブチーム
モデナ出身。1985年、イタリアセリエA1男子のモデナ・バレーのアシスタントコーチに就任し4年間務める。1989/90シーズンはセリエA2男子のVolley Team Agrigentoの監督を務めた。1990/91、1991/92シーズンの2年間はモデナ・バレーの監督を務めた。1992/93シーズンはセリエA1男子のMonini Marconi Volleyの監督を務めた。その後、女子の指導者として1993/94シーズンからセリエA1女子のPallavolo Femminile Materaの監督に就任。1993/94、1994/95シーズンのセリエA1女子で連覇を果たした。1996年には欧州チャンピオンズリーグで優勝した。1996/97シーズンはColli Anieneの監督としてセリエA1リーグ6位となった。1997/98シーズンから11年間、パッラヴォーロ・シリオ・ペルージャの監督を務めた。1998/99シーズンのリーグでチームを3位へ押し上げ、2002/03シーズンはセリエA1リーグとイタリアカップで優勝を果たした。2004年には欧州チャンピオンズリーグで準優勝した。2004/05シーズンはセリエA1リーグとイタリアカップで2冠を達成した。2006年の欧州チャンピオンズリーグで優勝を果たした。2006/07シーズンはセリエA1リーグで2季ぶりの優勝へ導いた。イタリア女子代表監督の歴任中の2009/10シーズンはクラブ・イタリアの監督を務めた。2012/13シーズンからトルコリーグのガラタサライの監督を3年間務めた。2015/16シーズンはイタリアセリエA1のカザルマッジョーレの監督を務めた。2016/17シーズンはトルコリーグのエジザージュバシュの監督として欧州チャンピオンズリーグ3位、世界クラブ選手権で優勝を果たした。2017/18シーズンはイタリアセリエA1のイゴール・ゴルゴンゾーラ・ノヴァーラの監督として、2年連続でセリエA1リーグで準優勝、イタリアカップ優勝を果たした。また、2019年の欧州チャンピオンズリーグで優勝へ導いた。2020/21シーズンからはサヴィーノ・デルベーネ・スカンディッチの監督を務め、2022/23シーズンのリーグでは3位となった。
2024年、リーグ・ワン・バレーボールで監督を務めることが発表された。

### 代表チーム
2006年10月、イタリア女子ナショナルチームの監督に就任。直後に開催された世界選手権では4位で終えた。2007年の欧州選手権では決勝でセルビアを破り、初の金メダルへ導いた。同年11月のワールドカップではデータバレーと堅実で緻密なコンビネーションが融合し失セット2で完全優勝を果たした。2008年の北京五輪では5位となった。2009年、欧州選手権では2大会連続の金メダルへ導く。同年11月のワールドグランドチャンピオンズカップで初優勝を果たした。2011年のワールドカップでは2大会連続で金メダル獲得に導いた。2012年、ロンドン五輪では5位で終えた。2013年、トルコ女子ナショナルチームの監督に就任。同年の欧州選手権では7位となった。2014年、ワールドグランプリでは母国のイタリアに勝利するなど好調をみせ4位に入った。同年の世界選手権では9位となった。

## 指導歴

### クラブチーム
- モデナ・バレー（1985-1989年）
- Volley Team Agrigento（1989-1990年）
- モデナ・バレー（1990-1992年）
- Monini Marconi Volley（1992-1993年）
- Pallavolo Femminile Matera（1993-1996年）
- Colli Aniene（1996-1997年）
- パッラヴォーロ・シリオ・ペルージャ（1997-2007年）
- Club Italia（2009-2010年）
- ガラタサライ（2012-2015年）
- カザルマッジョーレ（2015-2016年）
- エジザージュバシュ（2016-2017年）
- イゴール・ゴルゴンゾーラ・ノヴァーラ（2017-2020年）
- サヴィーノ・デルベーネ・スカンディッチ（2020-2024年）
- LOVBヒューストン（2024年-）

### 代表チーム
- イタリア女子ナショナルチーム （2006-2012年）
- トルコ女子ナショナルチーム（2013-2014年）